# 財務副大臣
財務副大臣（ざいむふくだいじん、英語: State Minister of Finance）は、日本の財務省を担当する副大臣。

## 概要

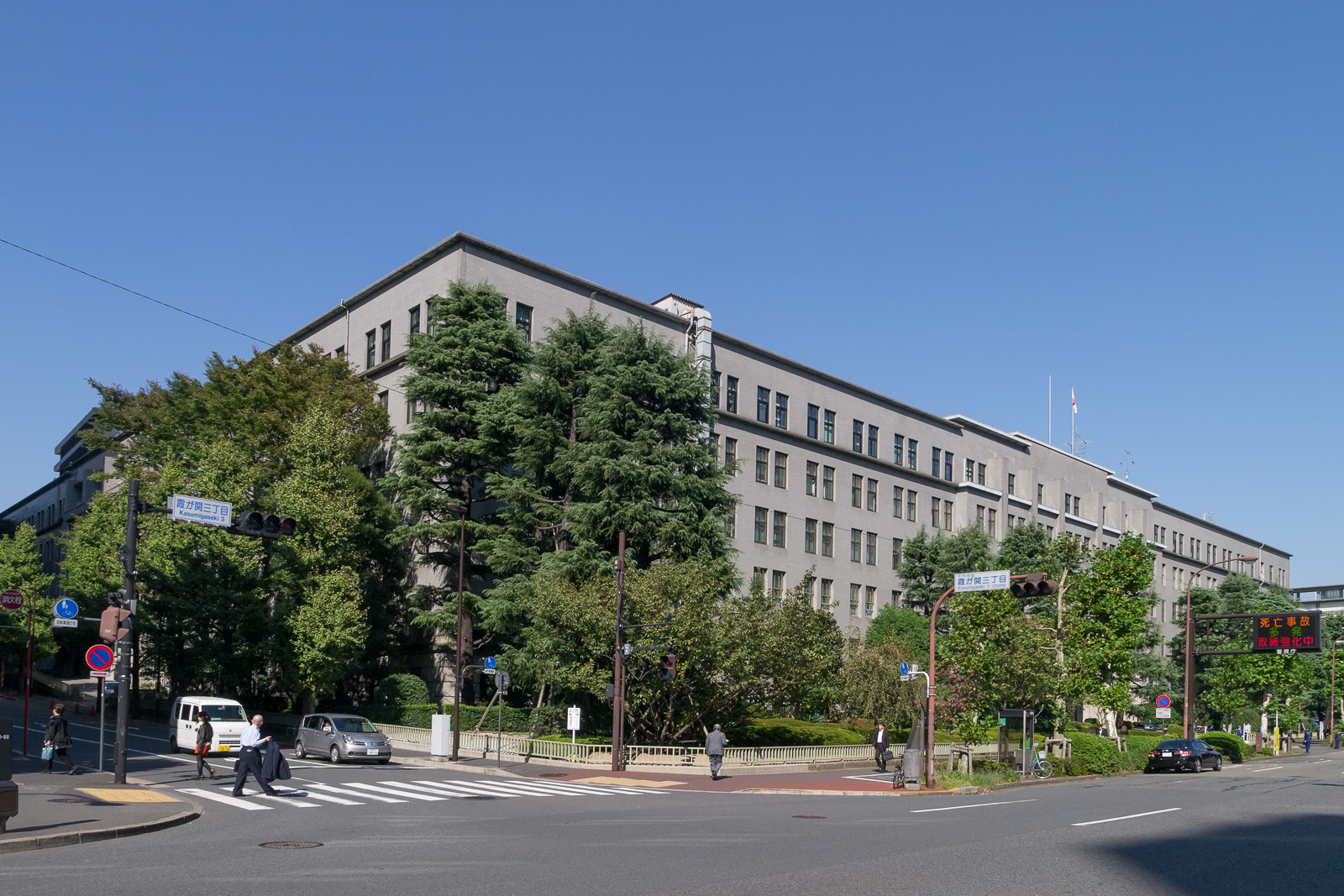
財務省庁舎

中央省庁等改革基本法に基づく中央省庁再編により、2001年1月6日に財務省が設置された。それにともない、財務副大臣が新設された。同日付で第2次森改造内閣（中央省庁再編後）が発足し、衆議院議員の村上誠一郎と参議院議員の若林正俊が任命された。
財務大臣からの命を受け、政策や企画の立案、政務の処理などを担当する。国家行政組織法に基づき、定数は2名で運用されている。
ただ、常に2名同時に任命するわけではない。第1次小泉内閣では、衆議院議員の村上と参議院議員の若林が任命された。しかし、2001年9月21日に若林のみ退任し、後任に参議院議員の尾辻秀久が就任している。同じく第1次小泉内閣にて、2002年1月8日に村上のみ退任し、後任に衆議院議員の谷口隆義が就任している。麻生内閣では、衆議院議員の竹下亘と平田耕一が任命された。しかし、2009年3月26日に平田のみ退任し、その後しばらくは後任は置かれず、欠員が生じた。平田の退任から4日後、後任に衆議院議員の石田真敏が就任している。

## 歴代副大臣
| 財務副大臣     | 財務副大臣                  | 財務副大臣     | 財務副大臣     | 財務副大臣     | 財務副大臣    | 財務副大臣               |
| 内閣           | 内閣                        | 氏名           | 就任日         | 退任日         | 党派          | 備考                     |
| -------------- | --------------------------- | -------------- | -------------- | -------------- | ------------- | ------------------------ |
| 第2次森内閣    | 改造内閣 （中央省庁再編後） | 村上誠一郎     | 2001年1月6日   | 2001年4月26日  | 自由民主党    |                          |
| 第2次森内閣    | 改造内閣 （中央省庁再編後） | 若林正俊       | 2001年1月6日   | 2001年4月26日  | 自由民主党    |                          |
| 第1次小泉内閣  | 第1次小泉内閣               | 村上誠一郎     | 2001年5月1日   | 2002年1月8日   | 自由民主党    | 後任に谷口隆義が就任。   |
| 第1次小泉内閣  | 第1次小泉内閣               | 若林正俊       | 2001年5月1日   | 2001年9月21日  | 自由民主党    | 後任に尾辻秀久が就任。   |
| 第1次小泉内閣  | 第1次小泉内閣               | 尾辻秀久       | 2001年9月21日  | 2002年9月30日  | 自由民主党    |                          |
| 第1次小泉内閣  | 第1次小泉内閣               | 谷口隆義       | 2002年1月8日   | 2002年9月30日  | 公明党        |                          |
|                | 第1次改造内閣               | 小林興起       | 2002年10月2日  | 2003年9月22日  | 自由民主党    |                          |
| 谷口隆義       | 第1次改造内閣               | 公明党         | 2002年10月2日  | 2003年9月22日  |               |                          |
|                | 第2次改造内閣               | 石井啓一       | 2003年9月25日  | 2003年11月19日 | 公明党        |                          |
| 山本有二       | 第2次改造内閣               | 自由民主党     | 2003年9月25日  | 2003年11月19日 |               |                          |
| 第2次小泉内閣  | 第2次小泉内閣               | 石井啓一       | 2003年11月20日 | 2004年9月27日  | 公明党        |                          |
| 第2次小泉内閣  | 第2次小泉内閣               | 山本有二       | 2003年11月20日 | 2004年9月27日  | 自由民主党    |                          |
|                | 改造内閣                    | 上田勇         | 2004年9月29日  | 2005年9月21日  | 公明党        |                          |
| 田野瀬良太郎   | 改造内閣                    | 自由民主党     | 2004年9月29日  | 2005年9月21日  |               |                          |
| 第3次小泉内閣  | 第3次小泉内閣               | 上田勇         | 2005年9月22日  | 2005年10月31日 | 公明党        |                          |
| 第3次小泉内閣  | 第3次小泉内閣               | 田野瀬良太郎   | 2005年9月22日  | 2005年10月31日 | 自由民主党    |                          |
|                | 改造内閣                    | 赤羽一嘉       | 2005年11月2日  | 2006年9月26日  | 公明党        |                          |
| 竹本直一       | 改造内閣                    | 自由民主党     | 2005年11月2日  | 2006年9月26日  |               |                          |
| 第1次安倍内閣  | 第1次安倍内閣               | 自由民主党     | 田中和徳       | 2006年9月27日  | 2007年8月27日 |                          |
| 第1次安倍内閣  | 第1次安倍内閣               | 富田茂之       | 公明党         | 2006年9月27日  | 2007年8月27日 |                          |
|                | 改造内閣                    | 遠藤乙彦       | 2007年8月29日  | 2007年9月26日  | 公明党        |                          |
| 森山裕         | 改造内閣                    | 自由民主党     | 2007年8月29日  | 2007年9月26日  |               |                          |
| 福田康夫内閣   | 福田康夫内閣                | 遠藤乙彦       | 2007年9月27日  | 2008年8月2日   | 公明党        |                          |
| 福田康夫内閣   | 福田康夫内閣                | 森山裕         | 2007年9月27日  | 2008年8月2日   | 自由民主党    |                          |
|                | 改造内閣                    | 竹下亘         | 2008年8月5日   | 2008年9月24日  | 自由民主党    |                          |
| 平田耕一       | 改造内閣                    |                | 2008年8月5日   | 2008年9月24日  | 自由民主党    |                          |
| 麻生内閣       | 麻生内閣                    | 竹下亘         | 2008年9月29日  | 2009年9月16日  | 自由民主党    |                          |
| 麻生内閣       | 麻生内閣                    | 平田耕一       | 2008年9月29日  | 2009年3月26日  | 自由民主党    | 石田真敏の着任まで欠員。 |
| 麻生内閣       | 麻生内閣                    | 石田真敏       | 2009年3月30日  | 2009年9月16日  | 自由民主党    |                          |
| 鳩山由紀夫内閣 | 鳩山由紀夫内閣              | 野田佳彦       | 2009年9月18日  | 2010年6月8日   | 民主党        | 予算担当                 |
| 鳩山由紀夫内閣 | 鳩山由紀夫内閣              | 峰崎直樹       | 2009年9月18日  | 2010年6月8日   | 民主党        | 税制担当                 |
| 菅直人内閣     | 菅直人内閣                  | 池田元久       | 2010年6月9日   | 2010年9月17日  | 民主党        |                          |
| 菅直人内閣     | 菅直人内閣                  | 峰崎直樹       | 2010年6月9日   | 2010年9月17日  | 民主党        |                          |
|                | 第1次改造内閣               | 五十嵐文彦     | 2010年9月21日  | 2011年1月14日  | 民主党        | 税制担当                 |
| 櫻井充         | 第1次改造内閣               | 予算担当       | 2010年9月21日  | 2011年1月14日  | 民主党        |                          |
|                | 第2次改造内閣               | 五十嵐文彦     | 2011年1月18日  | 2011年9月2日   | 民主党        |                          |
| 櫻井充         | 第2次改造内閣               |                | 2011年1月18日  | 2011年9月2日   | 民主党        |                          |
| 野田内閣       | 野田内閣                    | 五十嵐文彦     | 2011年9月5日   | 2012年1月13日  | 民主党        |                          |
| 野田内閣       | 野田内閣                    | 藤田幸久       | 2011年9月5日   | 2012年1月13日  | 民主党        | 予算担当                 |
|                | 第1次改造内閣               | 五十嵐文彦     | 2012年1月13日  | 2012年6月4日   | 民主党        |                          |
| 藤田幸久       | 第1次改造内閣               |                | 2012年1月13日  | 2012年6月4日   | 民主党        |                          |
|                | 第2次改造内閣               | 五十嵐文彦     | 2012年6月4日   | 2012年10月1日  | 民主党        |                          |
| 藤田幸久       | 第2次改造内閣               |                | 2012年6月4日   | 2012年10月1日  | 民主党        |                          |
|                | 第3次改造内閣               | 武正公一       | 2012年10月1日  | 2012年12月26日 | 民主党        | 予算担当                 |
| 大久保勉       | 第3次改造内閣               | 税制担当       | 2012年10月1日  | 2012年12月26日 | 民主党        |                          |
| 第2次安倍内閣  | 第2次安倍内閣               | 小渕優子       | 2012年12月27日 | 2013年9月30日  | 自由民主党    | 後任に古川禎久が就任。   |
| 第2次安倍内閣  | 第2次安倍内閣               | 山口俊一       | 2012年12月27日 | 2013年9月30日  | 自由民主党    | 後任に愛知治郎が就任。   |
| 第2次安倍内閣  | 第2次安倍内閣               | 古川禎久       | 2013年9月30日  | 2014年9月3日   | 自由民主党    |                          |
| 第2次安倍内閣  | 第2次安倍内閣               | 愛知治郎       | 2013年9月30日  | 2014年9月3日   | 自由民主党    |                          |
|                | 改造内閣                    | 御法川信英     | 2014年9月4日   | 2014年12月24日 | 自由民主党    | 税制担当                 |
| 宮下一郎       | 改造内閣                    | 予算担当       | 2014年9月4日   | 2014年12月24日 | 自由民主党    |                          |
| 第3次安倍内閣  | 第3次安倍内閣               | 菅原一秀       | 2014年12月25日 | 2015年10月9日  | 自由民主党    | 税制担当                 |
| 第3次安倍内閣  | 第3次安倍内閣               | 宮下一郎       | 2014年12月25日 | 2015年10月9日  | 自由民主党    |                          |
|                | 第1次改造内閣               | 坂井学         | 2015年10月9日  | 2016年8月5日   | 自由民主党    | 予算担当                 |
| 岡田直樹       | 第1次改造内閣               | 税制担当       | 2015年10月9日  | 2016年8月5日   | 自由民主党    |                          |
|                | 第2次改造内閣               | 大塚拓         | 2016年8月5日   | 2017年8月7日   | 自由民主党    | 予算担当                 |
| 木原稔         | 第2次改造内閣               | 税制担当       | 2016年8月5日   | 2017年8月7日   | 自由民主党    |                          |
|                | 第3次改造内閣               | 上野賢一郎     | 2017年8月7日   | 2017年11月2日  | 自由民主党    | 税制担当                 |
| 木原稔         | 第3次改造内閣               | 予算担当       | 2017年8月7日   | 2017年11月2日  | 自由民主党    |                          |
| 第4次安倍内閣  | 第4次安倍内閣               | 上野賢一郎     | 2017年11月2日  | 2018年10月4日  | 自由民主党    |                          |
| 第4次安倍内閣  | 第4次安倍内閣               | 木原稔         | 2017年11月2日  | 2018年10月4日  | 自由民主党    |                          |
|                | 第1次改造内閣               | 上野賢一郎     | 2018年10月4日  | 2019年9月13日  | 自由民主党    |                          |
| 鈴木馨祐       | 第1次改造内閣               |                | 2018年10月4日  | 2019年9月13日  | 自由民主党    |                          |
|                | 第2次改造内閣               | 遠山清彦       | 2019年9月13日  | 2020年9月18日  | 公明党        |                          |
| 藤川政人       | 第2次改造内閣               | 自由民主党     | 2019年9月13日  | 2020年9月18日  |               |                          |
| 菅義偉内閣     | 菅義偉内閣                  | 伊藤渉         | 2020年9月18日  | 2021年10月6日  | 公明党        |                          |
| 菅義偉内閣     | 菅義偉内閣                  | 中西健治       | 2020年9月18日  | 2021年10月6日  | 自由民主党    |                          |
| 第1次岸田内閣  | 第1次岸田内閣               | 伊藤渉         | 2021年10月6日  | 2021年11月11日 | 公明党        |                          |
| 第1次岸田内閣  | 第1次岸田内閣               | 大家敏志       | 2021年10月6日  | 2021年11月11日 | 自由民主党    |                          |
| 第2次岸田内閣  | 第2次岸田内閣               | 岡本三成       | 2021年11月11日 | 2022年8月12日  | 公明党        |                          |
| 第2次岸田内閣  | 第2次岸田内閣               | 大家敏志       | 2021年11月11日 | 2022年8月12日  | 自由民主党    |                          |
|                | 第1次改造内閣               | 秋野公造       | 2022年8月12日  | 2023年9月5日   | 公明党        |                          |
| 井上貴博       | 第1次改造内閣               | 自由民主党     | 2022年8月12日  | 2023年9月5日   |               |                          |
| 第2次改造内閣  | 神田憲次                    | 2023年9月15日  | 2023年11月13日 | 自由民主党     |               |                          |
| 第2次改造内閣  | 矢倉克夫                    | 2023年9月15日  | 2024年10月3日  | 公明党         |               |                          |
| 第2次改造内閣  | 赤沢亮正                    | 2023年11月13日 | 2024年10月3日  | 自由民主党     |               |                          |
| 第1次石破内閣  | 第1次石破内閣               | 横山信一       | 2024年10月3日  | 2024年11月13日 | 公明党        |                          |
| 第1次石破内閣  | 第1次石破内閣               | 斎藤洋明       | 2024年10月3日  | 2024年11月13日 | 自由民主党    |                          |
| 第2次石破内閣  | 第2次石破内閣               | 横山信一       | 2024年11月13日 | 現職           | 公明党        |                          |
| 第2次石破内閣  | 第2次石破内閣               | 斎藤洋明       | 2024年11月13日 | 現職           | 自由民主党    |                          |

- 副大臣は同一の職に複数名を任命することがあるため、通常は代数の表記は行わない。そのため、本表では代数の欄は設けない。
- 党派の欄は、就任時の所属政党を記載した。